# Hans Jägerstad
Hans Gustaf Jägerstad, född den 2 juli 1915 i Strängnäs, död den 4 april 1998 i Saltsjöbaden, var en svensk historiker.
Jägerstad avlade studentexamen 1934, filosofie kandidatexamen 1936, filosofisk ämbetsexamen 1938 och filosofie licentiatexamen 1941. Han promoverades till filosofie doktor 1948. Jägerstad blev adjunkt vid Norrmalms högre allmänna läroverk för flickor 1945 och vid Nya elementarskolan i Ängby 1946. Han var lektor vid Whitlockska samskolan 1953–1955. Jägerstad var 1957 initiativtagare till och grundande ledamot av Svenska katolska akademien, vars sekreterare han var under många år. Han författade artiklar till Svensk uppslagsbok och Lexikon für Theologie und Kirche. Jägerstad vilar på Djursholms begravningsplats.